# Centrale nucleare di Dukovany
La centrale nucleare di Dukovany è una centrale nucleare della Repubblica Ceca situata presso la località di Dukovany in Vysočina. La centrale è composto da 4 reattori VVER440 da 1752 MW complessivi.

## Espansione dell'impianto
È in fase di proposta l'espansione del sito con l'aggiunta di un nuovo reattore per 1200 MW.

## Teleriscaldamento
È al vaglio l'utilizzo dei 4 reattori dell'impianto per supplire teleriscaldamento della città di Brno, a 40 km circa dall'impianto.